# Test for Echo
Test For Echo is het zestiende album van Rush, uitgebracht in 1996 door Anthem Records en Atlantic Records. Het is het laatste studioalbum van de band voordat ze naar aanleiding van gebeurtenissen in de familie van Neil Peart een pauze van vijf jaar inlasten.

## Nummers
1. Test for Echo – 5:55
2. Driven – 4:27
3. Half the World – 3:42
4. The Color of Right – 4:48
5. Time and Motion – 5:01
6. Totem – 4:58
7. Dog Years – 4:55
8. Virtuality – 5:43
9. Resist – 4:23
10. Limbo – 5:28
11. Carve Away the Stone – 4:05

## Artiesten
- Geddy Lee - zang, basgitaar
- Alex Lifeson - gitaar
- Neil Peart - drums